# Красненское сельское поселение (Красненский район)
Кра́сненское се́льское поселе́ние — муниципальное образование в Красненском районе Белгородской области.
Административный центр — село Красное.

## История
Красненское сельское поселение образовано 20 декабря 2004 года в соответствии с Законом Белгородской области № 159.

## Население
| 2010  | 2011  | 2012  | 2013  | 2014  | 2015  | 2016  | 2017  | 2018  |
| ----- | ----- | ----- | ----- | ----- | ----- | ----- | ----- | ----- |
| 2625  | ↘2616 | ↘2531 | ↘2497 | ↗2536 | ↘2520 | ↘2507 | ↘2493 | ↘2456 |
| 2019  | 2020  | 2021  |       |       |       |       |       |       |
| ↘2422 | ↗2439 | ↘2234 |       |       |       |       |       |       |

## Состав сельского поселения
| № | Населённый пункт | Тип населённого пункта       | Население |
| - | ---------------- | ---------------------------- | --------- |
| 1 | Киселёвка        | село                         | ↘49       |
| 2 | Красное          | село, административный центр | ↘2158     |
| 3 | Малиново         | село                         | ↘46       |
| 4 | Польниково       | село                         | ↘248      |
| 5 | Свистовка        | село                         | ↘124      |